# 波缘水竹叶
波缘水竹叶（学名：Murdannia undulata）为鸭跖草科水竹叶属的植物，为中国的特有植物。分布于中国大陆的云南省等地，目前尚未由人工引种栽培。